# Cevenne
Le Cevenne sono una catena montuosa della Francia meridionale, situata a sud-est del Massiccio Centrale, divisa fra i dipartimenti del Gard, della Lozère, del Hérault, dell'Ardèche e dell'Alta Loira. Corrono per 64 km da sud-ovest (Montagna Nera o Montagne Noire) a nord-est (Monti del Vivarese), con la cima più alta nel Monte Lozère (1699 m). Altra cima importante è il Monte Aigoual (1567 m). L'altezza media è di 1100 m.

## Geografia
La catena costituisce lo spartiacque fra i bacini del Rodano ad Est e della Garonna ad Ovest. La Loira e l'Allier scorrono in direzione dell'Atlantico come del resto anche il Tarn ed il Lot che prima però s'immettono nella Garonna. Altri fiumi come l'Ardèche, lo Chassezac, il Cezè, il Gardon, il Vidourle, l'Hérault scorrono tutti in direzione del Mediterraneo e molti di loro sono affluenti del Rodano. Due gole si trovano vicino quest'area: la gola del Jonte e la gola del Tarn.
La regione ospita un parco nazionale, il Parco nazionale delle Cevenne (Parc National des Cévennes), creato nel 1970 e un parco naturale, il Parco naturale regionale dei monti d'Ardèche. Il termine Cevenne (in francese Cévennes) deriva dal gallico Cebenna, poi latinizzato da Cesare in Cevenna. La densità abitativa media è di 14 ab/km². Le principali attività economiche della zona sono l'estrazione del carbone, l'allevamento di pecore e la coltivazione di olivi e altri alberi da frutto.

## Storia
La regione è famosa anche per la sua estesa comunità protestante, o Ugonotta. Durante il regno di Luigi XIV, la maggior parte della popolazione ugonotta insieme agli Shakers lasciarono la Francia, soprattutto in seguito alla revoca dell'Editto di Nantes nel 1685, ma la comunità delle Cevenne per la maggior parte rimase, protetta dagli attacchi dall'orografia accidentata della regione. Nel 1702, questa popolazione, col nome di Camisardi, insorse contro la monarchia. Le due parti arrivarono ad una pace solo nel 1715.
In francese l'aggettivo derivato da Cévennes è Cévenol (fem. Cévenole) come nella Symphonie Cévenole di d'Indy, un compositore originario d'Ardèche. La catena montuosa dà anche il suo nome ad un fenomeno meteorologico che sussiste quando aria fredda dell'Atlantico incontra aria calda dei venti mediterranei e causa forti scrosci di pioggia autunnali che spesso portano anche ad inondazioni. Questi sono chiamati épisodes cévenols. Il 28 giugno 2011 le Cevenne con i Causses sono state inserite nella Lista dei patrimoni dell'umanità dell'UNESCO.